# Olgierd Christa
Olgierd Christa ps. „Leszek” (ur. 4 stycznia 1923 w Wilnie, zm. 9 listopada 2004 w Gdańsku) – podporucznik LWP, żołnierz AK i WiN, dowódca 5 szwadronu 5 Brygady Wileńskiej AK w 1946.

## Życiorys
Syn żołnierza Legionów Polskich i uczestnika wojny polsko-sowieckiej Kazimierza oraz Apolonii z d. Jachiewicz. Brat Janusza Christy. Do 1939 był uczniem Gimnazjum im. Króla Zygmunta Augusta w Wilnie.
Po przekazaniu przez ZSRR Wileńszczyzny Litwie brał udział w polskiej demonstracji patriotycznej w Wilnie na Rossie 11 listopada 1939, za co został zatrzymany i pobity przez litewską policję, a następnie na miesiąc osadzony w więzieniu w Łukiszkach. W lipcu 1941 wstąpił do ZWZ. Absolwent kursu młodszych dowódców AK. 17 grudnia 1943 wstąpił do oddziału partyzanckiego AK Gracjana Fróga „Szczerbca”, późniejszej 3 Wileńskiej Brygady AK. Dowódca drużyny. Brał udział we wszystkich większych akcjach Brygady, m.in. bitwie w Mikuliszkach 17 lutego 1944, ataku na Murowaną Oszmiankę 13 maja 1944, operacji Ostra Brama 7–8 lipca 1944. Po zakończeniu walk o Wilno wycofał się do Puszczy Rudnickiej, 17 lipca 1944 przedostał się do Wilna, następnie zagrożony aresztowaniem przez NKWD na Nowogródczyznę. VIII-XII 1944 dowódca placówki Samoobrony Nowogródzkiej w Mancewiczach k. Lidy, której zadaniem było zwalczanie sowieckiej administracji i odbijanie z transportów ludzi wcielonych do Armii Czerwonej. W AK dosłużył się stopnia sierżanta. W grudniu 1944 za zgodą por. Jana Borysewicza „Krysi” opuścił Mancewicze i przedostał się do Białegostoku, następnie do Lublina. Wstąpił do Oficerskiej Szkoły Piechoty nr 2 w Lublinie, po promocji na stopień podporucznika został instruktorem w I Szkolnej Dywizji Podoficerskiej i 62. pp w 18 Dywizji.
W marcu 1946 na własną prośbę zwolniony, przeniósł się do rodziny w Sopocie, gdzie przez swojego brata Zdzisława Christę „Mamuta” nawiązał kontakt z konspiracją mjra Zygmunta Szendzielarza „Łupaszki”. Zagrożony aresztowaniem, postanowił dołączyć do formowanego k. Sztumu oddziału leśnego 5 Brygady Wileńskiej AK. Na początku maja 1946 został wyznaczony przez „Łupaszkę” na zastępcę ppor. Zdzisława Badochy „Żelaznego” („Łupaszka” nie uznał wówczas „Leszkowi” stopnia podporucznika). Odtąd brał udział we wszystkich akcjach szwadronu „Żelaznego”, m.in. potyczce z milicją, UB i SOK w Czarnej Wodzie k. Starogardu 8 V, stukilometrowym rajdzie partyzanckim po Kaszubach 19 V, w czasie którego zlikwidowano 7 posterunków MO i dwie placówki UB, potyczce z UB w Bobolicach 21 V, walce z UB i MO w Podjazach k. Kartuz 25 V i potyczce z UB i MO w Tulicach k. Sztumu 10 VI 1946, gdzie objął dowództwo szwadronu po ciężko rannym dowódcy „Żelaznym”. 24 VI 1946 na stacji kolejowej Bąk dowodzony przez „Leszka” szwadron wyprowadził z pociągu i rozstrzelał 5 czerwonoarmistów. 20 VII 1946 został ciężko ranny w płuco w walce z KBW na stacji Lipowa; z powodu stanu zdrowia zrezygnował z dowództwa szwadronu. 10 VIII 1946 podczas ostatniej koncentracji 5 Brygady Wileńskiej mjr „Łupaszka” zatwierdził mu stopień podporucznika nadany w ludowym WP. W kwietniu 1947 podczas amnestii ujawnił się w UB w Sopocie. 28 VIII 1948 został aresztowany w Gdańsku. 13 VIII 1949 skazany przez Wojskowy Sąd Rejonowy w Gdańsku na 4 lata więzienia i utratę praw publicznych i honorowych praw obywatelskich na 2 lata za utrzymywanie po ujawnieniu kontaktu z członkami „terrorystyczno-dywersyjnej organizacji, działającej pod egidą AK grupy wileńskiej”. Karę odbywał w więzieniu we Wronkach i obozie pracy w Jaroszowie. Po zwolnieniu był kreślarzem w Centralnym Biurze Konstrukcji Okrętowych w Gdańsku i kierownikiem działu administracyjnego stoczni w Gdyni. W czerwcu 1952 został zwerbowany przez UB jako tajny informator pod kryptonimem „Kismet” (później tajny współpracownik „Stefan”) pod groźbą, że „zgnije w więzieniu i zostanie wykończony”. 14 X 1991 Sąd Wojewódzki w Gdańsku uznał wyrok na Olgierda Christę z 1949 za nieważny.
W marcu 1990 współorganizował Okręg Gdański i Wileński przy ówczesnym Stowarzyszeniu Żołnierzy AK w Gdańsku. Wiceprezes Okręgu Wileńskiego i przewodniczący Komisji Historycznej Światowego Związku Żołnierzy AK. Wydawca środowiskowego pisma „Wileński Przekaz”. Wystąpił do sądu o unieważnienie wyroków śmierci na mjr „Łupaszkę” i na łączniczkę i sanitariuszkę 5 Brygady Wileńskiej Danutę Siedzikównę „Inkę”. Inicjator budowy obelisku poświęconego „Ince” w Sopocie w 2003. Autor wspomnień „U Szczerbca” i publikacji historycznych oraz polemicznych.
Pochowany w Sopocie.

## Odznaczenia
- Krzyż Walecznych (1967)
- Medal Wojska (1948)
- Krzyż Armii Krajowej (1970)